# Monteroduni
Monteroduni község (comune) Olaszország Molise régiójában, Isernia megyében, Isernia és Venafro városok között félúton.

## Fekvése
A megye déli részén fekszik. Határai: Capriati a Volturno, Colli a Volturno, Gallo Matese, Longano, Macchia d’Isernia, Montaquila, Pozzilli és Sant’Agapito.

## Története
A település valószínűleg a longobárd időkben alakult ki. Az évszázadok során különböző nemesi családok birtoka volt. A 19. század elején nyerte el önállóságát, amikor a Nápolyi Királyságban felszámolták a feudalizmust.

## Népessége
A népesség számának alakulása:

## Főbb látnivalói
- Castello Pignatelli (nyaranta kiállítások, koncertek, színházi előadások)
- Santa Maria Assunta-templom
- Sant’Eusanio-templom
- San Michele Arcangelo-templom
- San Biagio e Nicola-templom

## Képek

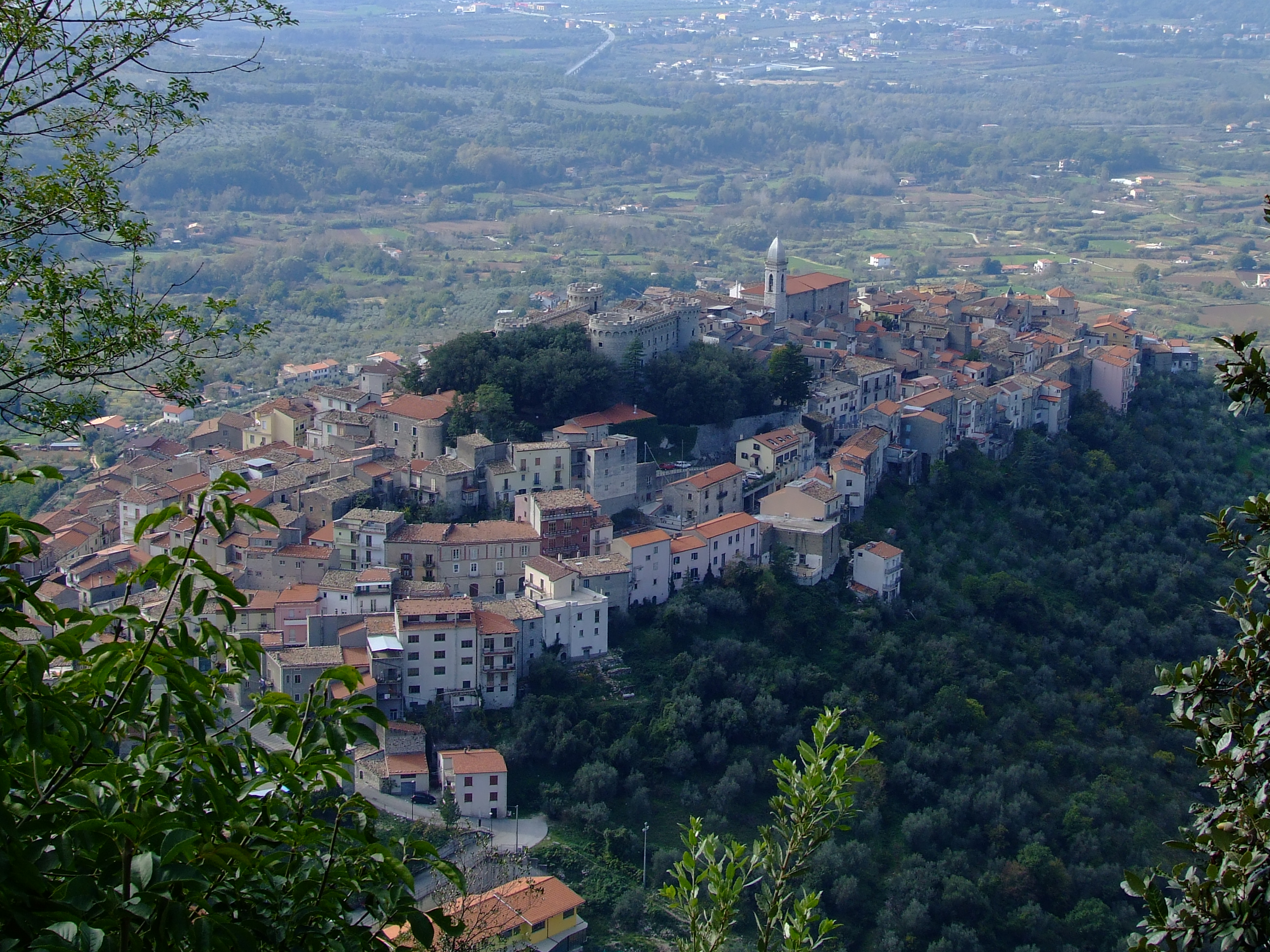
Légifelvétel a község délkeleti oldaláról
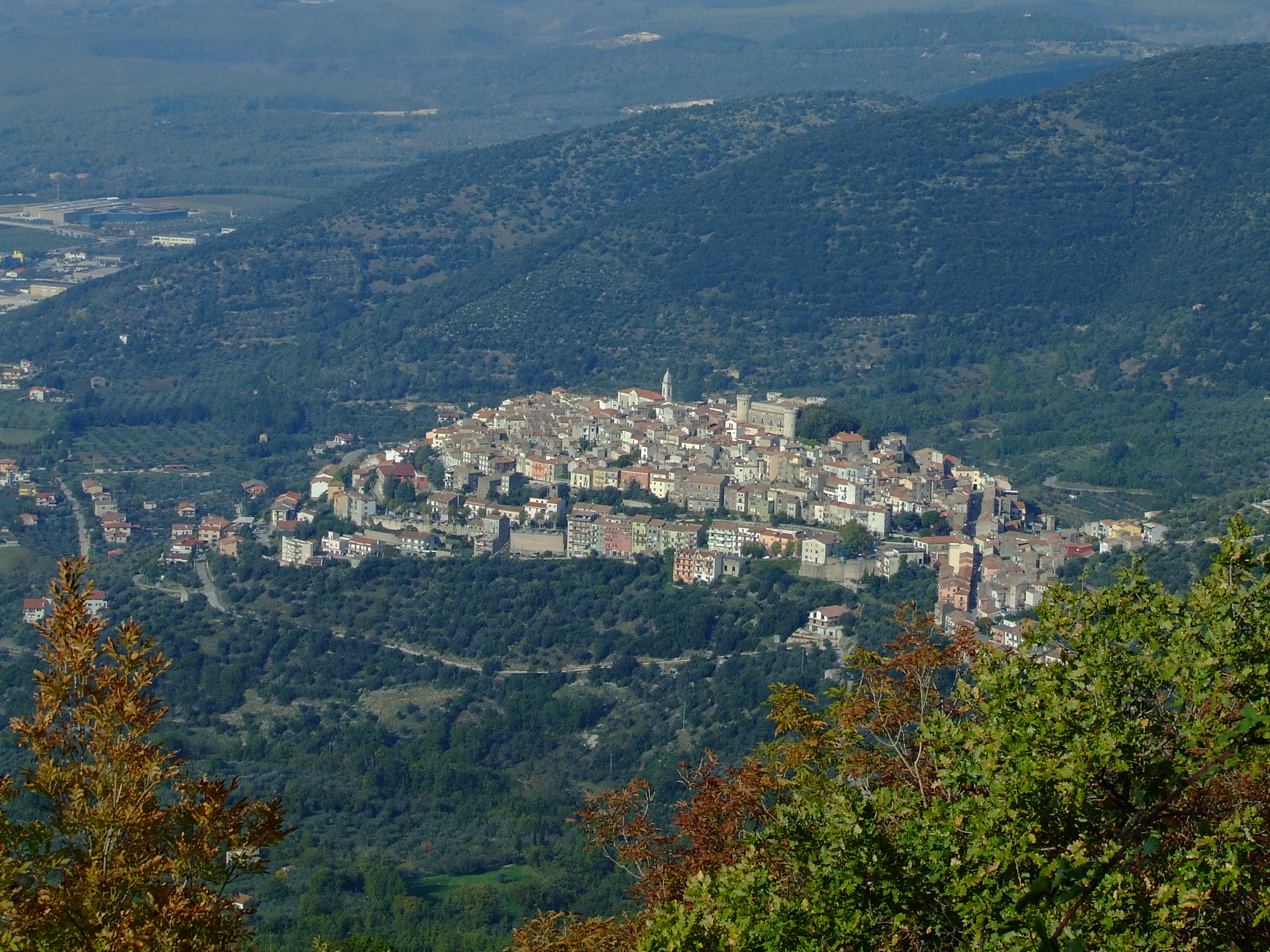
Légifelvétel a község a délnyugati oldaláról, a dombtetőn a Castello Pignatelli
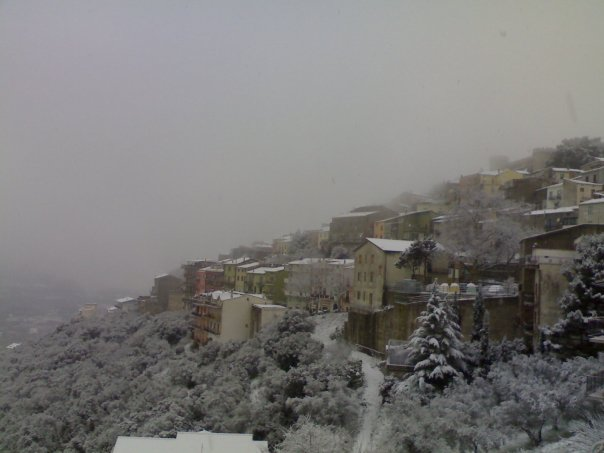
Monteroduni behavazva

## Külső hivatkozások
Monteroduni község honlapja (olaszul)